# Schoenionta strigosa
Schoenionta strigosa là một loài bọ cánh cứng trong họ Cerambycidae.